# Alla sätt äro bra utom de tråkiga
Alla sätt äro bra utom de tråkiga är en svensk stumfilm i kortfilmsformat från 1915. I rollerna ses Jenny Tschernichin-Larsson, Margit Sjöblom och Stina Berg. Filmen premiärvisades 1 mars 1915 på Kockska biografen i Malmö och var 15 minuter lång.
Filmen handlar om en avdankad scenisk artist som försöker arbeta som damfrisör. Han klipper av damerna håret och sätter på dem peruk, men till slut blir han upptäckt och får sparken.

## Rollista
- Jenny Tschernichin-Larsson
- Margit Sjöblom
- Stina Berg

### Fotnoter
1. 1 2  ”Alla sätt äro bra utom de tråkiga”. Svensk Filmdatabas. http://sfi.se/sv/svensk-filmdatabas/Item/?itemid=3351&type=MOVIE&iv=Basic&ref=/templates/SwedishFilmSearchResult.aspx?id%3d1225%26epslanguage%3dsv%26searchword%3dalla+s%C3%A4tt+%C3%A4ro+bra+utom%26type%3dMovieTitle%26match%3dBegin%26page%3d1%26prom%3dFalse. Läst 19 april 2013.